# Basilika St. Stanislaus (Lublin)

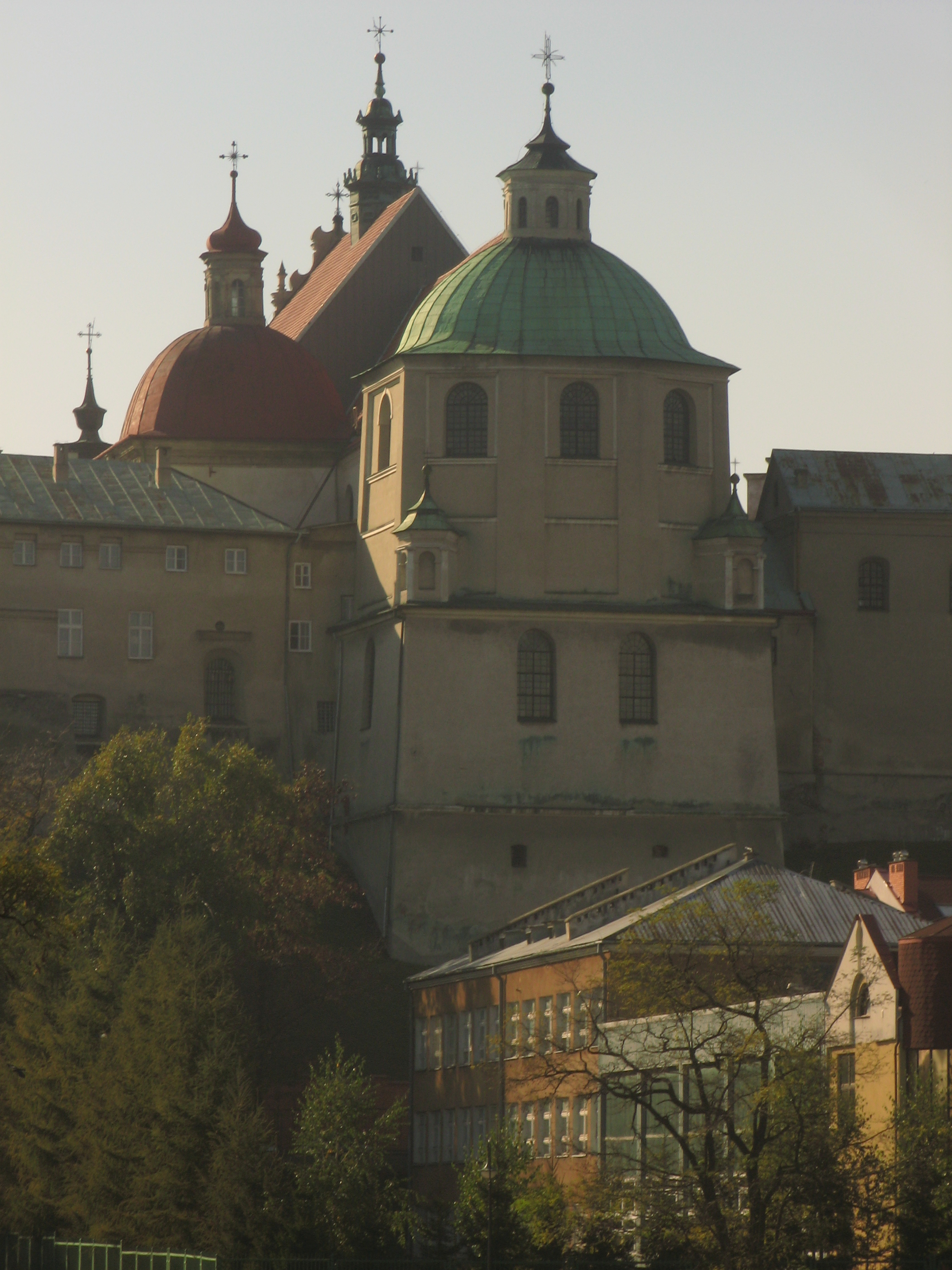
Basilika St. Stanislaus

Die Basilika St. Stanislaus (polnisch Bazylika św. Stanisława Biskupa Męczennika) oder die Dominikanerkirche (polnisch Kościoł Dominikanów) ist eine römisch-katholische Kirche in Lublin, Polen. Die Kloster- und Pfarrkirche des Erzbistums Lublin hat den Titel einer Basilica minor. Die Dominikanerkirche aus dem 14. Jahrhundert wurde im 16. Jahrhundert im Renaissancestil umgebaut und ist denkmalgeschützt. Das Dominikanerkloster schließt sich an der Südseite an.

## Geschichte
Die Dominikaner kamen vermutlich in den 1250er Jahren nach Lublin. Die heutige Kirche wurde 1342 von König Kasimir III. gegründet. Ihre heutige Form als Hallenkirche erhielt sie nach dem Wiederaufbau am Ende des 16. Jahrhunderts nach dem verheerenden Brand von 1575. Sie wurde im 17. und 18. Jahrhundert noch mehrmals verändert. Die Kirche wurde 1967 von Papst Paul VI. in den Rang einer Basilica minor erhoben.

## Beschreibung

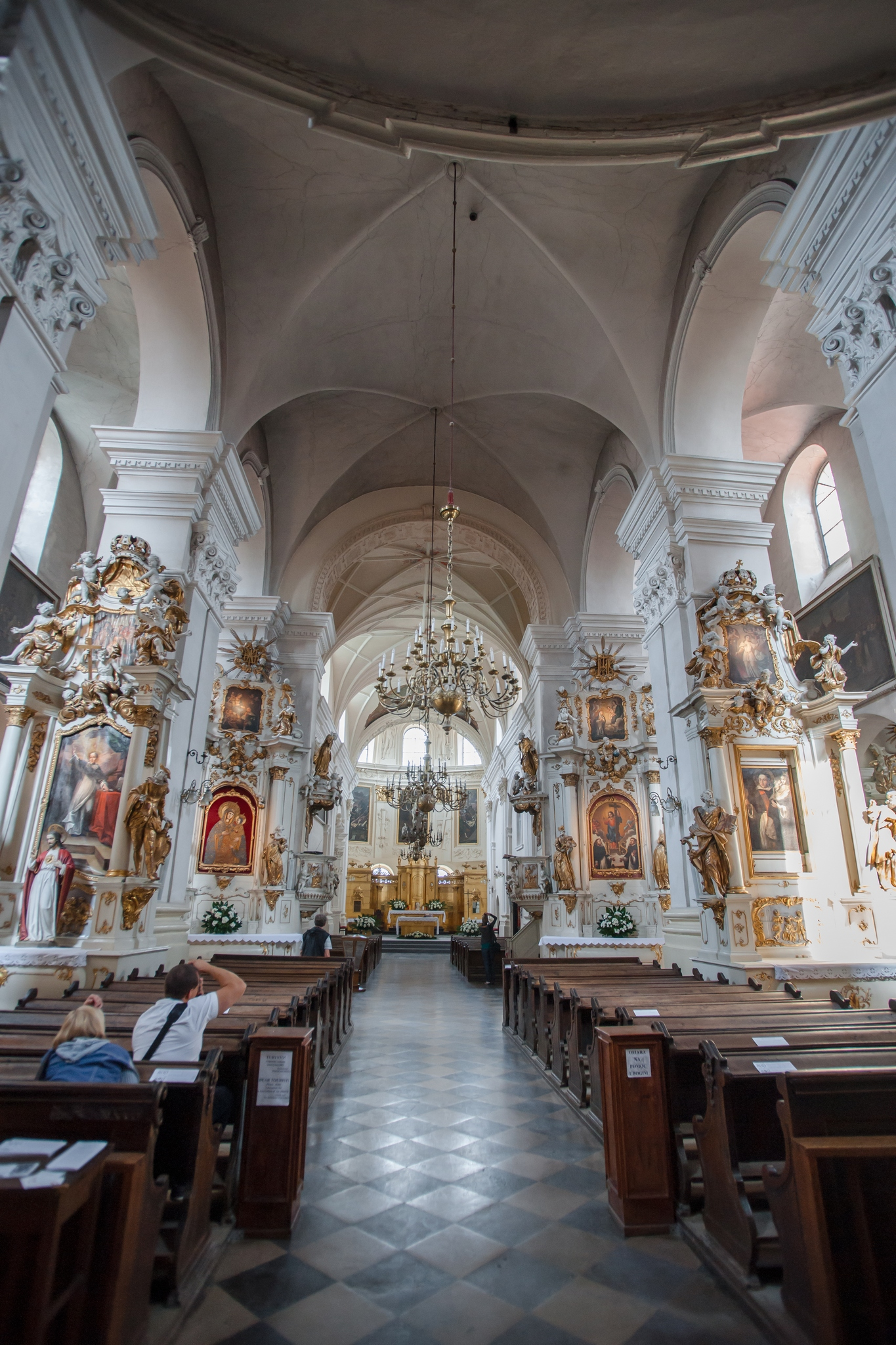
Innenraum

Die Eingangsfassade hat einen hohen Spätrenaissance-Stufengiebel mit vertikaler und horizontaler Gliederung und vier Fialenpaaren an den Kanten. Sie wird eingerahmt durch die niedrigen, zweigeschossigen Türme mit doppelten Eckpfeilern. In den oberen Etagen öffnen sich hohe Bogenfenster, die runden Helme sitzen auf Walmdächern. Vor dem Eingang der Kirche befindet sich ein Vorbau, der leicht nach Norden von der Hauptachse der Kirche versetzt ist und oben mit einem Giebel mit einer kupfergedeckten Kuppel mit zwei Fialen an den Seiten geschlossen ist. Über dem steilen Dach erhebt sich eine dekorative Kupferkuppel, und das Dach des Chors hat einen viel niedrigeren First.
Die Kirche ist eine längliche, dreischiffige Hallenkirche, das Langhaus hat drei Joche, drei Paare von Seitenkapellen und separate Kapellen schließen sich in der Verlängerung der Seitenschiffe an. Vom ebenfalls dreijochigen Chor gehen mehrere Kapellen ab. In seiner Verlängerung schließt sich die sechseckige Kapelle der Familie Tyszkiewicz mit einer elliptischen Kuppel an. An der Südseite befindet sich die quadratische, mit einer Kuppel überdachte Firlej-Kapelle, an der Nordseite eine längliche, senkrecht zum Chor stehende, halbkreisförmig geschlossene Marienkapelle der Jungfrau Maria von Paris, daneben die Kuppel der Ossolinsky-Kapelle.
Die Kirchenschiffe, der Chor und einige der Kapellen sind mit Kreuzgewölben bedeckt; in den Kapellen der Ossolińskis und der Familie Firlej mit einem Gewölbe des Lubliner Typs, letzteres geschaffen von Jan Wolff. Im gesamten Innenraum ist die Struktur des gotischen, dreischiffigen Klostersaals erkennbar.